# Messukylä

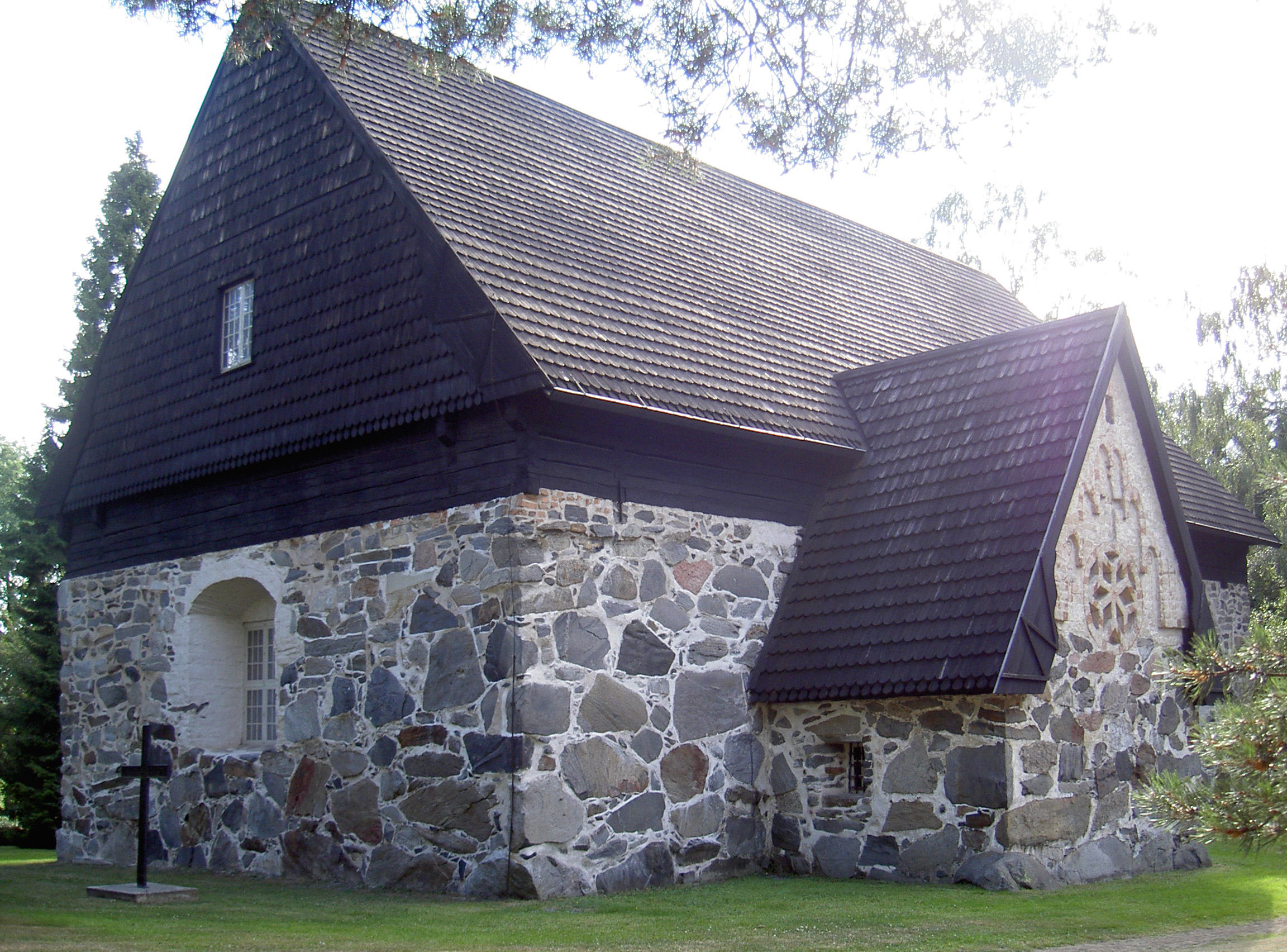
Die mittelalterliche Alte Kirche von Messukylä ist das älteste Gebäude in Tampere

Messukylä (schwedisch Messuby) ist eine ehemalige Gemeinde in Finnland. Sie ist seit 1947 ein Stadtteil der drittgrößten finnischen Stadt Tampere.

## Geschichte
Der Name Messukylä wurde erstmals 1439 urkundlich erwähnt. 1546 waren Messukylä mit 29, Takahuhti mit 28 und Tammerkoski mit 14 Häusern die größten Dörfer in der Gemeinde.
1922 wurde Järvensivu in die Stadt eingegliedert.
Die Stadt Tampere wurde 1779 ursprünglich auf dem Gemeindegebiet von Messukylä gegründet. Sie wuchs im Zuge der Industrialisierung rasch auf ein Vielfaches der Einwohnerzahl Messukyläs und dehnte sich auch immer mehr in das Gemeindegebiet von Messukylä aus. Während des Finnischen Bürgerkriegs (1918) gab es um die Alte Kirche schwere Kämpfe. Messukylä wurde schließlich 1947 nach Tampere eingemeindet, wodurch sich die Grundfläche Tamperes mehr als verdoppelte.

## Sehenswürdigkeiten
Die Alte Kirche von Messukylä ist das älteste Gebäude in der Stadt Tampere. Von 1434 bis 1520 war dies eine Holzkirche, die 1520 durch eine Steinkirche ersetzt wurde.
Die neue Kirche von Messukylä wurde 1879 erbaut.

## Söhne und Töchter des Ortes
- Johannes Reinhold Aspelin (1842–1915), Archäologe und Hochschullehrer